# Johann Buchleitner
Johann Buchleitner (* 18. November 1893 in Natschbach, Niederösterreich; † 22. Oktober 1979 in Amstetten, Niederösterreich) war ein österreichischer Politiker der Christlichsozialen Partei (CSP) und der Vaterländischen Front (VF).

## Ausbildung und Beruf
Nach dem Besuch der Volksschule besuchte er ein Lehrerbildungsseminar und wurde Fachlehrer. Später wurde er Hauptschuldirektor, Bezirksschulinspektor und Regierungsrat.
Während der Zeit des autoritären Ständestaats war Buchleitner Bezirksführer der VF.

## Politische Mandate
- 30. April 1934 bis 2. Mai 1934: Abgeordneter zum Nationalrat (IV. Gesetzgebungsperiode), CSP